# Daours
Daours és un municipi francès situat al departament del Somme i a la regió dels Alts de França. L'any 2007 tenia 777 habitants.

## Demografia

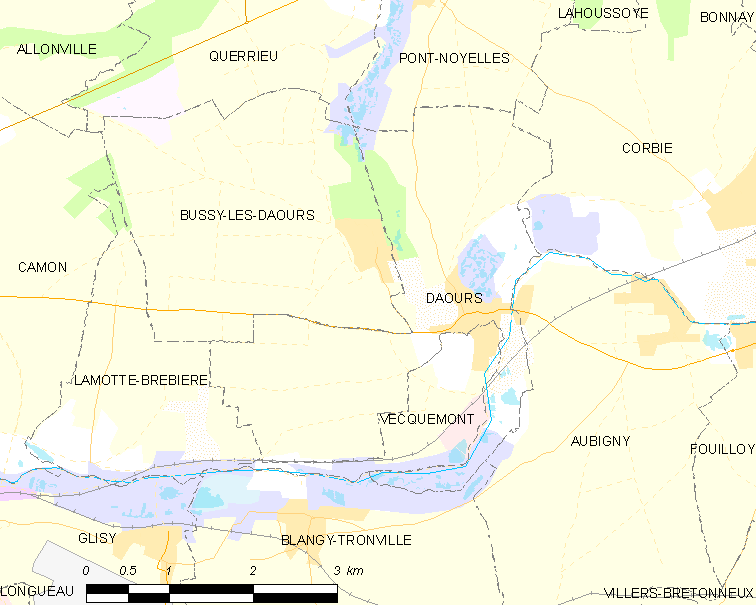
mapa municipi

### Població
El 2007 la població de fet de Daours era de 777 persones. Hi havia 284 famílies de les quals 64 eren unipersonals (32 homes vivint sols i 32 dones vivint soles), 100 parelles sense fills, 112 parelles amb fills i 8 famílies monoparentals amb fills.
La població ha evolucionat segons el següent gràfic:
Habitants censats

### Habitatges
El 2007 hi havia 325 habitatges, 308 eren l'habitatge principal de la família, 6 eren segones residències i 12 estaven desocupats. 304 eren cases i 19 eren apartaments. Dels 308 habitatges principals, 239 estaven ocupats pels seus propietaris, 62 estaven llogats i ocupats pels llogaters i 7 estaven cedits a títol gratuït; 2 tenien una cambra, 16 en tenien dues, 43 en tenien tres, 82 en tenien quatre i 165 en tenien cinc o més. 185 habitatges disposaven pel capbaix d'una plaça de pàrquing. A 115 habitatges hi havia un automòbil i a 150 n'hi havia dos o més.

### Piràmide de població

La piràmide de població per edats i sexe el 2009 era:
| Homes | Edats   | Dones |
| ----- | ------- | ----- |
| 0     | 95 o +  | 0     |
| 0     | 90 a 94 | 0     |
| 0     | 85 a 89 | 0     |
| 4     | 80 a 84 | 16    |
| 20    | 75 a 79 | 16    |
| 12    | 70 a 74 | 12    |
| 4     | 65 a 69 | 8     |
| 24    | 60 a 64 | 16    |
| 28    | 55 a 59 | 28    |
| 36    | 50 a 54 | 28    |
| 24    | 45 a 49 | 24    |
| 28    | 40 a 44 | 40    |
| 20    | 35 a 39 | 12    |
| 28    | 30 a 34 | 40    |
| 36    | 25 a 29 | 28    |
| 44    | 20 a 24 | 20    |
| 8     | 15 a 19 | 24    |
| 20    | 10 a 14 | 28    |
| 32    | 5 a 9   | 20    |
| 24    | 0 a 4   | 16    |

## Economia
El 2007 la població en edat de treballar era de 514 persones, 359 eren actives i 155 eren inactives. De les 359 persones actives 330 estaven ocupades (186 homes i 144 dones) i 29 estaven aturades (14 homes i 15 dones). De les 155 persones inactives 63 estaven jubilades, 47 estaven estudiant i 45 estaven classificades com a «altres inactius».

### Ingressos
El 2009 a Daours hi havia 303 unitats fiscals que integraven 755,5 persones, la mediana anual d'ingressos fiscals per persona era de 18.587 €.

### Activitats econòmiques
Dels 37 establiments que hi havia el 2007, 1 era d'una empresa alimentària, 3 d'empreses de fabricació d'altres productes industrials, 6 d'empreses de construcció, 7 d'empreses de comerç i reparació d'automòbils, 4 d'empreses de transport, 1 d'una empresa d'hostatgeria i restauració, 1 d'una empresa financera, 3 d'empreses immobiliàries, 7 d'empreses de serveis, 3 d'entitats de l'administració pública i 1 d'una empresa classificada com a «altres activitats de serveis».
Dels 9 establiments de servei als particulars que hi havia el 2009, 1 era una oficina de correu, 3 tallers de reparació d'automòbils i de material agrícola, 2 guixaires pintors, 1 fusteria, 1 lampisteria i 1 restaurant.
L'únic establiment comercial que hi havia el 2009 era una fleca.
L'any 2000 a Daours hi havia 5 explotacions agrícoles.

## Equipaments sanitaris i escolars
L'únic equipament sanitari que hi havia el 2009 era una farmàcia.
El 2009 hi havia una escola elemental.

## Poblacions properes
El següent diagrama mostra les poblacions més properes.